# 2S3 Akatsiya
2S3 Akatsiya (Ruski - 2С3 «Акация») je 152 mm samohodna haubica razvijena u Sovjetskom Savezu kao odgovor na pojavu američke M109 haubice. Projekt je počeo 1967., a haubica je označena kao 2S3 prema GRAU-ovim oznakama za samohodne topničke sustave. Serijska proizvodnja je počela 1971. i trajala sve do 1993. godine. U tom razdoblju napravljeno je više poboljšanja, a najmodernije verzije su 2S3M1 i 2S3M2. Haubice 2S3 su rabljene u Sovjetsko-afganistanskom rat, u Prvom i Drugom čečenskom rat i u Rusko-gruzijskom ratu 2008. godine. Najveći korisnici 2S3 Akatsiye su Rusija (otprilike oko 3000) i Ukrajina (oko 500).